# Transistorversterker

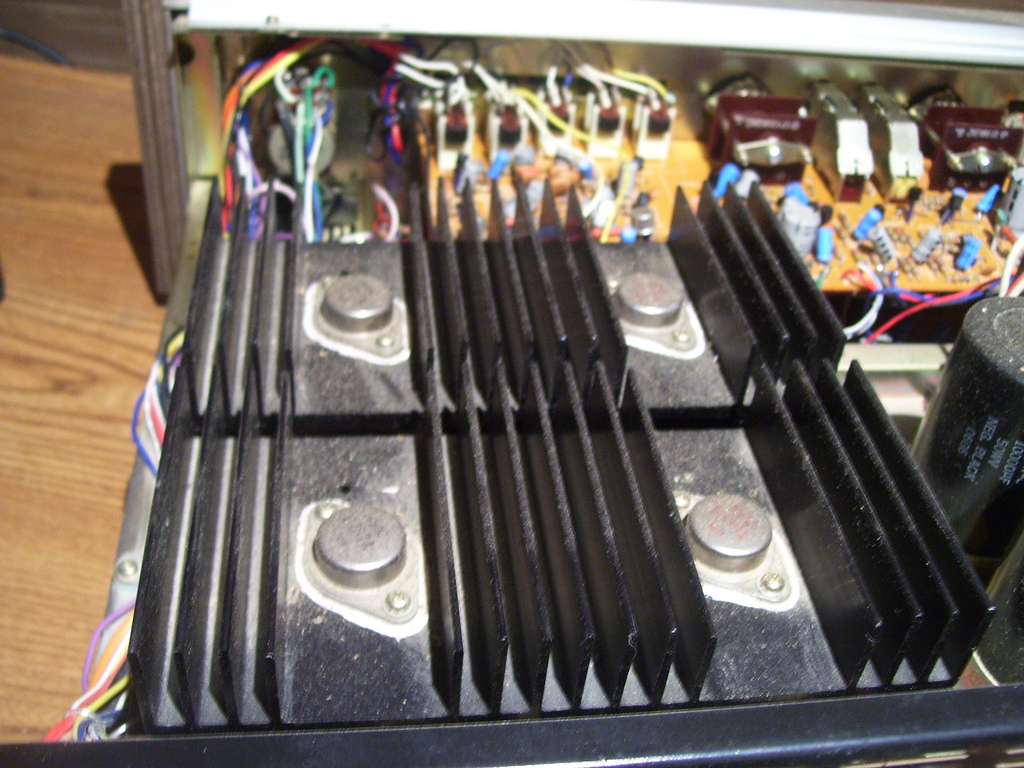
Binnenwerk van een audioversterker met op de voorgrond 4 (zware) transistors die de stroom naar de luidsprekers aansturen.

Een transistorversterker is een versterker voor elektrische signalen die gebaseerd is op halfgeleidertechniek, met name de transistor. Halverwege de 20e eeuw kwam deze techniek in de plaats van de elektronenbuis. Met behulp van transistors konden versterkers kleiner en goedkoper gebouwd worden en gebruikten ze minder stroom.
Met de term transistorversterker bedoelt men meestal een audioversterker, maar het woord kan ook op elektronische versterkers voor andere doelen slaan. Tegenwoordig zijn bijna alle elektronische versterkers transistorversterkers, en zijn veel van de transistors opgenomen in geïntegreerde schakelingen. De buizenversterker is een niche-product voor audiofielen geworden.

## Ontwerp
Een transistorversterker bestaat uit één of meerdere transistoren en enkele andere componenten. Er zijn zeer veel mogelijkheden om een versterker te ontwerpen, elk met andere voordelen en nadelen. Enkele bekende ontwerpklassen zijn:
- Gemeenschappelijke-emitter versterker
- Gemeenschappelijke-collector versterker
- Gemeenschappelijke-basis versterker